# Косар малий
Косар малий (Platalea minor) — вид пеліканоподібних птахів родини ібісових (Threskiornithidae).

## Поширення
Розмножується на дрібних островах біля західного узбережжя Північної та Південної Кореї, а також на морських островах у китайській провінції Ляонін. Трьома основними місцями зимівлі є лиман Ценгуен на Тайвані, район Глибокої затоки Гонконгу, а також материкова частина Китаю та острів Хайнань. Також зимує на острові Чеджу (Південна Корея), островах Кюсю та Окінава (Японія), та в дельті Червоної річки (В'єтнам).

### Чисельність
Згідно з переписом в січні 2017 року було зафіксовано 3941 птах, отже загальна кількість зрілих особин оцінюється в 2250 птахів, оскільки дорослі становлять близько 57 % від загальної чисельності популяції.

## Опис
Тіло завдовжки 60–78 см, розмах крил — 110 см, вага тіла близько 1,2 кг. Оперення білого кольору, у шлюбний період з помаранчевою грудкою. Навколо дзьоба є неоперена ділянка чорного кольору. Дзьоб та ноги чорні.

## Спосіб життя
Його природними біотопами є прісноводні болота, лагуни, а іноді і сухі пасовища. Харчується водними комахами та їх личинками. Гніздиться в колоніях, часто з іншими водними птахами. Будує своє гніздо на дереві. Гніздо — це неглибока платформа, виготовлена із гілок та очерету. У кладці 3-4 білі яйця. Насиджують обидвоє батьків. Інкубація триває близько 3 тижнів.